# Emery d'Amboise
Émery o Emeri d'Amboise fou el 40è Gran Mestre de l'Hospital. Va succeir a Pierre d'Aubusson.

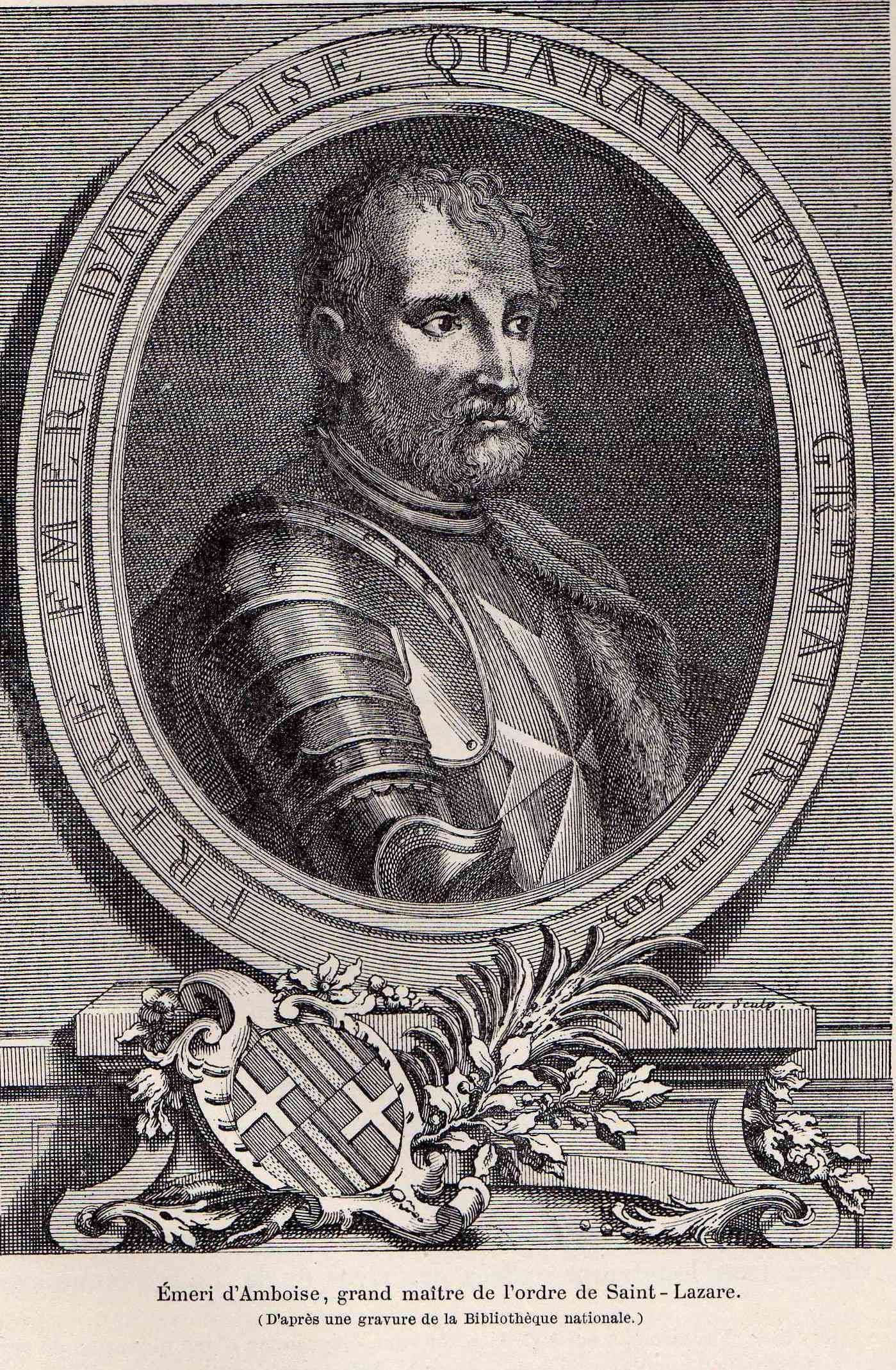
Emery d'Amboise - Gran Mestre Hospitaler de 1503 a 1512

.

## Orígens
Va néixer el 1434 i era el tercer fill de Pierre d'Amboise, camarlenc de Carles VII de França i d'Anne de Beuil.

## Biografia
Lluís XII de França l'havia nomenat gran prior de França i també feia les tasques del tresorer general de l'Orde de Sant Joan de Jerusalem. També fou comanador de la Comanda d'Arville, al costat de Vendôme, i el 1478 de la comanda de Beauvoir, al costat d'Amiens (de 1491 a 1495). Abans de 1503 fou comanador de la Comanda de Boncourt, al costat de Saint-Quentin.
Abans de marxar a Rodes el 1503, Lluís XII li va donar un tros de la Vera Creu i li va cenyir l'espasa que Sant Lluís portava a Egipte. Fou acollita a Rodes amb molta magnificència. Els carrers tenien catifes i estaven adornats amb flors d'olor, les cases estaven guarnides amb els escuts. La catedral fou recoberta de catifes turques, tapissos d'or i seda amb els colors del seu escut.
El 1505 va obtenir una victòria sobre el corsari turc Carnali, que feia malvestats a Rodes i les illes dels voltants. A l'any següent, 1506, es va emparar d'una flota de set vaixells enviats pel soldà d'Egipte.

Escut d'Emery d'Amboise.

El 1507 va aconseguir prendre una carraca de nom La mogardina o, cosa que és el mateix, la reina dels mars. Aquest vaixell marxava cada any d'Alexandira per anar a vendre sedes, espècies i altres mercaderies a la costa d'Àfrica del Nord. Tenia set ponts i podia portar, a més de l'equipatge i les mercaderies, més de mil soldats i cent canons. Per poder envoltar el pal principal de la nau feien falta sis homes.
De 1507 a 1510 a Orient, Emery d'Amboise va prendre, amb la seva flota, nombrosos vaixells sarraïns. Aquests van preparar una flota de 25 naus, però previngut, Amboise els va anar a atacar amb una flota de vint-i-dos vaixells, amb La mogardina al capdavant. Van atacar els enemics al golf d'Ajazzo, a la costa de Montenegro. Va aconseguir vèncer-els, va capturar onze vaixells i quatre galeres, a més d'un nombrós botí i presoners.

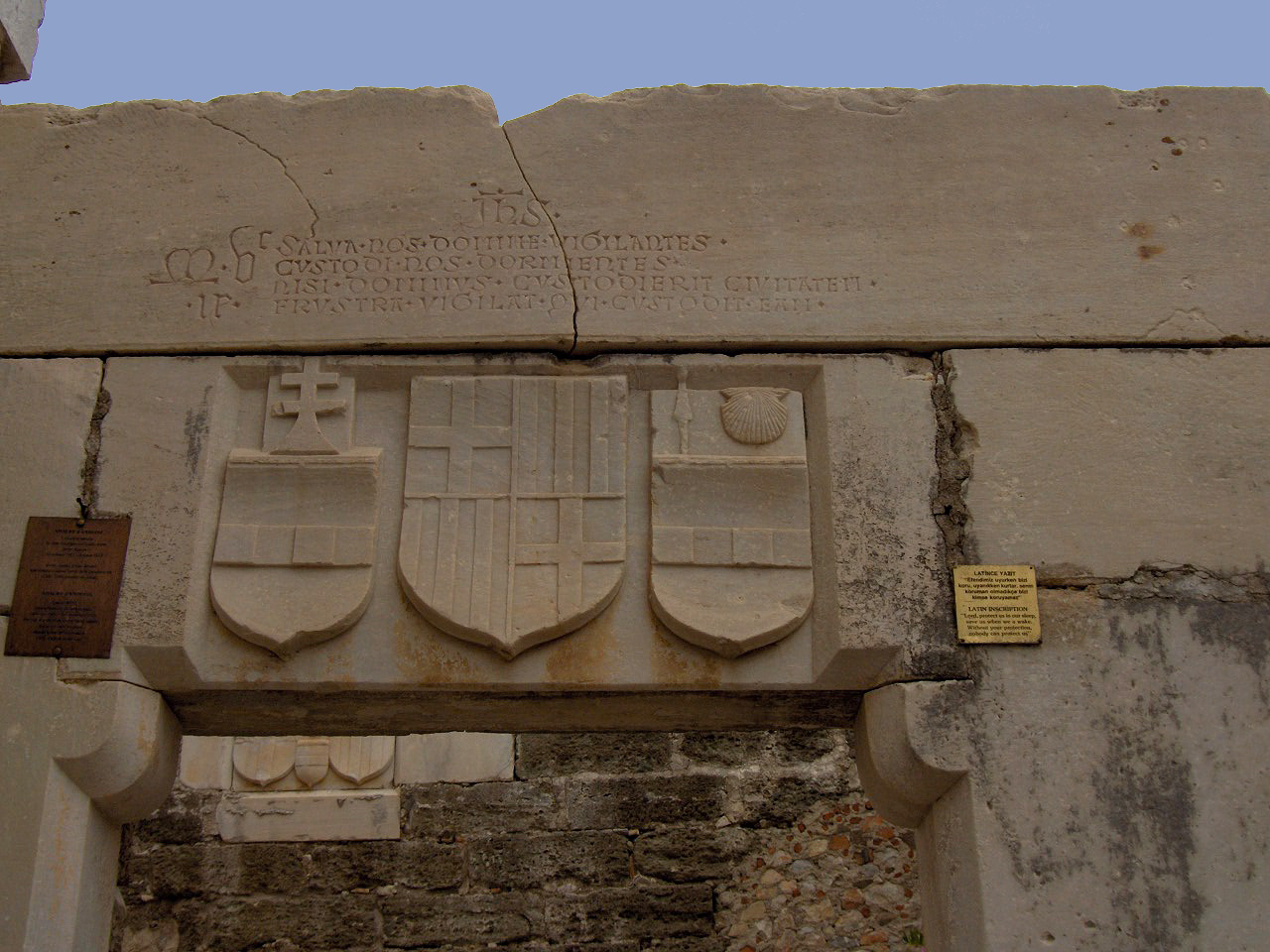
Armes d'Emery d'Amboise al castell de Sant Pere a Bodrum

Durant el seu mestrat va fer nombrosos treballs a l'illa de Rodes, s'hi poden trobar, encara avui, les seves armes sobre diferents edificis que va fer construir tant a Rodes com a les illes del Dodecanès. A Rodes, la porta per on entren els cavallers fou acabada sota el seu mestrat. Encara duu avui el nom de Porta d'Amboise i el seu escut hi és gravat. També hi ha el seu escut a la capella de Sant Jordi del Castell de l'Illa de Leros, així com a les muralles d'aquesta illa.
Emery d'Amboise va morir el 13 de novembre de 1512 amb 78 anys. Va deixar la seva herència per a l'orde i per al manteniment dels pobres.